# Петър Главанов
Петър Главанов е български музикант.

## Биография и творчество
Петър Главанов е роден в София на 04.12.1970 в семейство на класически музиканти – Татяна Кърпарова-професор по ударни инструменти и Илия Главанов-професор по камерна музика в „Д.М.А. Панчо Владигеров“. От 5-годишен свири на пиано. На 10 години започва да свири на кларинет, с който е приет и в „Средно музикално училище Любомир Пипков“ в София.
На 15 години започва да свири на китара и тя си остава негова страст, професия и хоби.
След музикалното училище е приет в Държавната музикална академия, където се дипломира с магистърска степен.
Петър Главанов е свирил в много групи и проекти, сред които са: „Огнен Звук“, „Rag Dolls“, „Карамел“, „Сленг“, „Акага“ и др.
Автор е на много композиции и аранжименти, сред който са 2 солови албума: „Night games“ (2006), „Mish Mash“ (2016). Записал е китарите на стотици песни на различни изпълнители и групи: Михаил Белчев, София, Дует „Авеню“, Руслан Мъйнов, Графа, Маргарита Хранова, и много други. Той е автор на аранжимента, както и изпълнител на всички инструменти към оригиналната музика на шапката на телевизионното предаване „Господари на ефира“.
По настоящем работи с „Акага“ и записва следващия си самостоятелен албум.